# فيتابرك

ڨيتا برك (بالإنجليزية: VitaPerk)‏ هي شركة ذات مسئولية محلية محدودة مقرها ولاية ميشيغان، وهي تقوم بإنتاج وبيع المغذيات والمكملات الغذائية في شكل مضافات للقهوة بدون ألبان . وتحتوى بودرة فيتابرك المكملة على 15 نوع من الفيتامينات والمعادن:
- فيتامين سى

- فيتامين د

- فيتامين اى

- فيتامين ب 1

- الريبوفلافين

- فيتامين ب 3

- فيتامين ب6

- حمض الفوليك

- فيتامين ب12

- البيوتين

- فيتامين ب5

- فيتامين أ

- اليود

- الموليبدينوم

- الكروم

## التاريخ
بدأ مفهوم مكمل قهوة ڨيتا برك في يناير 2010 كمحاولة للتقارب بين صناعات القهوة والمكملات الغذائية. كان المخطط الزمنى الأول المتوقع لإطلاق المنتج هو سنة واحدة. ومع ذلك، بسبب مشاكل الإنتاج وصياغة المنتج لم يكن المنتج متاحًا حتى أوائل عام 2015.